# Чернышов, Анатолий Алексеевич
Анатолий Алексеевич Чернышов (род. 1 декабря 1935, Хавёнка, Воронежская область) — работник советской промышленности, электросварщик Воронежского экскаваторного завода имени Коминтерна, Герой Социалистического Труда.

## Биография
Родился 1 декабря 1935 года в селе Хавёнка, ныне посёлок Панинского района Воронежской области. Русский.
В 1959—1960 годах работал электросварщиком на Николаевском судостроительном заводе. В 1960—1983 — электросварщик Воронежского экскаватарного завода имени Коминтерна. Участвовал в постройке экскаваторов и кранов на гусеничном ходу.
За выдающиеся успехи в выполнении и перевыполнении планов 1973 года и принятых социалистических обязательств Чернышову Анатолию Алексеевичу Указом Президиума Верховного Совета СССР от 3 января 1974 года присвоено звание Героя Социалистического Труда с вручением ордена Ленина и золотой медали «Серп и Молот».
С 1983 года — мастер производственного обучения Воронежского СПТУ № 5.
Живёт в городе Воронеж.
Награждён орденами Ленина, Трудового Красного Знамени, «Знак Почёта», медалями.